# Brian Flies
Brian Flies (Næstved, 29 augustus 1969) is een Deens voormalig voetballer en voetbalcoach die speelde als doelman.

## Carrière
Flies maakte zijn debuut in 1988 voor Næstved IF en speelde er tot in 1993 toen hij overstapte naar FC Kopenhagen. Hij bleef bij de club tot in 1995 maar werd in tussentijd eenmaal uitgeleend aan het Schotse Dundee United. Nadien speelde hij voor Lyngby FC en BK Avarta, tot hij in 1996 een contract tekende bij Akademisk BK. Hij speelde er tot in 2001 en speelde nadien nog voor Ølstykke FC en Slagelse B&I.
Hij was jeugdinternational voor Denemarken en nam zodoende deel aan de Olympische Spelen in 1992.
Na zijn spelerscarrière werd hij in 2004 keeperstrainer bij FC Vestsjaelland maar al snel stapte hij over naar Næstved IF, maar dit is niet de enige functie die hij bekleedde bij de club. Hij was er een tijdje assistent-trainer en ook van 2010 tot 2011 hoofdcoach nadien in 2011 ook directeur spelersbeleid.
1 Jørgensen ·
2 Helveg ·
3 Laursen ·
4 Thomsen ·
5 Frank ·
6 Kjeldbjerg ·
7 Madsen ·
8 Ekelund ·
9 Molnar ·
10 Frandsen ·
11 Møller ·
12 Risager ·
13 Tøfting ·
14 Højer ·
15 Hansen · 
16 Flies ·
17 Mosegaard Madsen ·
18 Larsen ·
19 Andersen ·
20 Johansen ·
Coach: Jensen